# Randonneur (Radfahrer)
Randonneur [ʀɑdɔnœʀ] (von franz. Wanderer) ist die unter Radfahrern gebräuchliche Bezeichnung für einen Langstreckenradfahrer, der große Distanzen (ab 200 km) in zumeist sportlichem Tempo, mit nur geringen Pausen und möglichst autark zurücklegt. Die Bezeichnung ist nicht zu verwechseln mit dem Reiserad, deren französische Übersetzung gleichlauten kann.

## Ursprung des Begriffes
Das ehemalige Radrennen Paris–Brest–Paris wurde 1931 in eine Langstreckenfahrt ohne Renncharakter umgewandelt und als randonnée à vélo – also als Radwanderung – bezeichnet. Es gab keine Wertung mehr, sondern nur noch ein Zeitlimit. Die Ausrichtung dieser Langstreckenfahrt begründete eine eigenständige radsportliche Kultur. Während Radrennfahrer auch zur damaligen Zeit bereits lange Strecken mit Höchstgeschwindigkeiten fuhren, stand bei der Ausrichtung von Paris–Brest–Paris als Langstrecken-Radwanderung die Bezwingung der großen Distanz von etwa 1200 km ohne Hilfe von außen im Vordergrund. Die erstmalige Ausrichtung dieser Radwanderung fand große Beachtung in der Öffentlichkeit. Seither hat sich eine radsportliche Langstrecken-Kultur entwickelt, die den Begriff der randonnée weiterhin verwendet. Konsequenterweise bezeichnen sich die Fahrer als Randonneure, also (Rad-)Wanderer.

## Selbstverständnis und Organisation
Ein Randonneur ist im Gegensatz zu einem Radrennfahrer nicht so sehr am wettkampfmäßigen Betreiben des Radsports orientiert. Vielmehr geht es ihm darum, die physischen und psychischen Herausforderungen der Extrembelastung auf Langstreckenfahrt zu bestehen.
Randonneure gibt es weltweit. In Deutschland wird der Randonneurstil über die Audax Randonneurs Allemagne (ARA) gepflegt und organisiert. Die Randonneure weltweit sind keine kommerzielle Vereinigung und haben keinen wirtschaftlichen Hintergrund. Darum wird in diesem Zusammenhang auf Sponsoren und jede Art von wirtschaftlicher Beteiligung verzichtet. Die organisierten Fahrten heißen Brevets.

## Fahrten und Rekorde
Der Amerikaner Myron Mueller war ein 2006 verstorbener Langstreckenradfahrer, der 2002 seinen siebzigsten Geburtstag feierte, indem er die Grenzen des US-amerikanischen Festlands entlangfuhr – eine Strecke von 19.000 km für die er und sein Reisekamerad Jim Stout 291 Tage benötigten. Er steht im Guinness Buch der Rekorde als ältester Mensch, der diese Strecke gefahren ist.

## Verwendete Fahrräder und Ausrüstung
Strecken, die vollständig bei Tageslicht und ohne Schlafpausen absolviert werden können (im Herbst und Winter bis 200 km, im Sommer bis 300 km), werden zumeist mit einem Rennrad zurückgelegt. Auf längeren Distanzen oder bei Nachtfahrten kommt meistens ein Fahrrad zum Einsatz, das Randonneur oder Randonneuse genannt wird. Es ähnelt dem Rennrad, verfügt aber über einen kleinen Gepäckträger, Schutzbleche und Licht. Teilweise sind diese Räder auch mit Trekkingrad oder Mountainbike-Komponenten ausgestattet. Randonneurs haben in der Regel einen längeren Radstand als übliche Rennräder und weisen deshalb weniger wendige aber insgesamt ruhigere Fahreigenschaften auf.